# Велимир Ивић
Велимир Ивић (Београд, 27. август 2002) је српски шахиста.
Освојио је титулу велемајстора 2020. године, интернационалног мајстора 2018. године и ФИДЕ мајстора 2016. године. Тренутно (јун 2024)  је четврти играч у Србији по ФИДЕ рејтингу, са рејтингом од 2622.

## Шаховска каријера
Неколико дана пре свог 15. рођендана, Ивић је постао члан репрезентације Србије за узраст до 18 година која је освојила сребрну медаљу на Европском омладинском екипном првенству у шаху 2017. године.
Ивић је 2016. године представљао Србију на Светској шаховској олимпијади за младе до 16 година, где је заузео пласман између 8. и 14. места.
У септембру 2019. године, са 17 година и 4 дана, Ивић је постао најмлађи Србин икада који је стекао све велемајсторске услове и други најмлађи који је стекао трећу ГМ норму (норму за велемајстора). Ивић је само неколико месеци заостао за рекордом Милана Зајића, који је добио само условну велемајсторку титулу са 16 година. Ивић је званично оборио рекорд Александра Инђића и постао најмлађи српски велемајстор, све до 29. новембра 2020. када је Лука Будисављевић постао нови рекордер са навршених 16 година, 10 месеци и 7 дана.
Ивић се пласирао на Светско првенство у шаху 2021. где је победио Роберта Хунгаског са 1½-½ у првом колу, 19. носиоца Франциска Валејо Понса са 1½-½ у другом колу, 46. носиоца Матијаса Блубаума са 1½-½ у трећем колу и 14. носиоца Дмитрија Андрејкина са 3-1 у четвртом колу. Поражен је са 3-1 од Владимира Федосејева у петом колу.
На Светском првенству у шаху 2023. Ивић је победио Едиза Гурела резултатом 3-1 у првом колу, а елиминисао га је Франциско Ваљехо Понс резултатом 0-2 у другом колу.
На Tурнеји шампиона 2024. Ивић је победио Максима Вашије-Лаграва са 2-1 у 1. колу, а затим је победио Фабијана Каруану са 2½-1½ у 2. колу.